# Partícula en un anillo
La partícula en un anillo es un ejemplo sencillo de sistema cuántico con propiedades interesantes. Este modelo reproduce las características hipotéticas de una partícula libre que se mueve solamente a lo largo de un anillo (espacio topológico homeomorfo a S1) y de manera uniforme.
Además el modelo aquí presentado ha encontrado aplicación en explicar la regla de Hückel sobre la estabilidad de los hidrocarburos aromáticos.

## Descripción cuántica del sistema
Suponemos una partícula que se mueve libremente a lo largo de un anillo. La relación entre la coordenada de posición angular sobre el anillo y las coordenadas cartesianas es:

{\displaystyle x=R\cos(\varphi ),\quad y=R\sin(\varphi )}

donde {\displaystyle R^{2}=x^{2}+y^{2}\,}.
Los operadores de momento lineal vienen dados por:

{\displaystyle {\hat {P}}_{x}=-i\hbar {\frac {\partial }{\partial x}},\qquad {\hat {P}}_{y}=-i\hbar {\frac {\partial }{\partial y}}}

Utilizando la forma funcional de la energía (clásica) en términos del momento lineal:

{\displaystyle E_{clasica}=T+V={\frac {1}{2}}mv^{2}+0={\frac {1}{2}}m(V_{x}^{2}+V_{y}^{2})={\frac {1}{2m}}(P_{x}^{2}+P_{y}^{2})}

podemos obtener la expresión del operador hamiltoniano:

{\displaystyle {\hat {H}}=-{\frac {\hbar ^{2}}{2m}}\left({\frac {\partial ^{2}}{\partial x^{2}}}+{\frac {\partial ^{2}}{\partial y^{2}}}\right)}

### Operador hamiltoniano
Para obtener las funciones de onda, {\displaystyle {\tilde {\psi }}(x,y)}, de los estados estacionarios del sistema, tenemos que resolver la ecuación de Schrödinger independiente del tiempo:

{\displaystyle {\hat {H}}{\tilde {\psi }}=E{\tilde {\psi }}}

donde E es el valor de la energía del estado, que por ser estacionario estará perfectamente bien definida. Para ello es conveniente transformar la expresión del hamiltoniano de coordenadas cartesianas, {\displaystyle {\tilde {\psi }}(x,y)\,} a coordenadas polares, {\displaystyle \psi (R,\varphi )}:

{\displaystyle {\hat {H}}=-{\frac {\hbar ^{2}}{2m}}\left({\frac {\partial ^{2}}{\partial x^{2}}}+{\frac {\partial ^{2}}{\partial y^{2}}}\right)=-{\frac {\hbar ^{2}}{2m}}\left({\frac {\partial ^{2}}{\partial R^{2}}}+{\frac {1}{R}}{\frac {\partial }{\partial R}}+{\frac {1}{R^{2}}}{\frac {\partial ^{2}}{\partial \varphi ^{2}}}\right)}

Para el caso de una partícula en un anillo R es una constante y, por tanto, para obtener las funciones propias del Hamiltoniano, 

{\displaystyle {\hat {H}}_{\varphi }=-{\frac {\hbar ^{2}}{2m}}\left({\frac {1}{R^{2}}}{\frac {d^{2}}{d\varphi ^{2}}}\right)=-{\frac {\hbar ^{2}}{2I}}{\frac {d^{2}}{d\varphi ^{2}}}}

tenemos que resolver la ecuación de Schrödinger independiente del tiempo expresada en términos de la variable {\displaystyle \varphi }:

(1){\displaystyle -{\frac {\hbar ^{2}}{2I}}{\frac {d^{2}\psi }{d\varphi ^{2}}}=E\psi \Rightarrow {\frac {d^{2}\psi }{d\varphi ^{2}}}={\frac {-2IE}{\hbar ^{2}}}\psi }

donde {\displaystyle I=mR^{2}\,} representa el momento de inercia de la partícula.

### Soluciones de la ecuación de Schrödinger
Los posibles estados estacionarios del sistema son las soluciones de la ecuación anterior, ecuación (1). Por otro lado, cualquier estado no estacionario será combinación de estados estacionarios de diferente energía. Como candidatos canónicos para representar los estados estacionarios hay que escoger funciones propias del hamiltoniano que, por tanto, deben ser solución de la ecuación (1).
En un sistema cuántico, pueden existir varios estados estacionarios con un mismo valor de la energía, tal y como ocurre en el caso de la partícula en un anillo. Cuando esto sucede se dice que dicho nivel de energía presenta degeneración (un término poco explicativo que se introdujo por motivos históricos relacionados con el átomo de hidrógeno, pero que ha sido mantenido a pesar de ser poco explicativo).
Puede verificarse fácilmente que las funciones trigonométricas, seno y coseno, son soluciones de la ecuación de Schrödinger, ecuación (1). Análogamente las exponenciales son soluciones de la ecuación (1). Con el fin de que además sean funciones propias del operador momento angular elegiremos estas últimas:

{\displaystyle \psi _{1}(\varphi )=e^{+k\varphi },\qquad \psi _{2}(\varphi )=e^{-k\varphi }}

Substituyendo esas funciones candidatas en la ecuación (1), se obtiene el valor necesario de k para que cualquiera de las dos sea solución:

{\displaystyle {\frac {d^{2}\psi _{1}}{d\varphi ^{2}}}=k^{2}e^{k\varphi }={\frac {-2IE}{\hbar ^{2}}}e^{k\varphi }\longrightarrow k^{2}={\frac {-2IE}{\hbar ^{2}}}\Rightarrow k={\sqrt {\frac {2IE}{\hbar ^{2}}}}i}

{\displaystyle {\frac {d^{2}\psi _{2}}{d\varphi ^{2}}}=k^{2}e^{-k\varphi }={\frac {-2IE}{\hbar ^{2}}}e^{-k\varphi }\longrightarrow k^{2}={\frac {-2IE}{\hbar ^{2}}}\Rightarrow k={\sqrt {\frac {2IE}{\hbar ^{2}}}}i}

Por lo tanto, las funciones propias son:

(2){\displaystyle \psi _{1}(\varphi )=e^{i{\sqrt {\frac {2IE}{\hbar ^{2}}}}\varphi },\qquad \psi _{2}(\varphi )=e^{-i{\sqrt {\frac {2IE}{\hbar ^{2}}}}\varphi }}

Como vemos, las soluciones son realmente exponenciales complejas. La solución general correspondiente a la función (o vector) de estado se obtiene, por tanto, como una combinación lineal de ambas funciones:

{\displaystyle \psi (\varphi )=Ae^{i{\sqrt {\frac {2IE}{\hbar ^{2}}}}\varphi }+Be^{-i{\sqrt {\frac {2IE}{\hbar ^{2}}}}\varphi }}

## Número cuántico principal
Para simplificar, definimos una constante matemática n que vamos a llamar simplemente número cuántico principal como:

{\displaystyle n={\sqrt {\frac {2IE_{n}}{\hbar ^{2}}}}}

De nuevo, tendremos que imponer una condición para que mi función se comporte bien (a well-behaved function). En este caso, la función de onda tiene que ser continua en todos sus puntos y, por tanto, al dar una vuelta completa en el anillo tiene que tener el mismo valor. Así se tiene que cumplir la siguiente condición de periodicidad:

{\displaystyle \psi (\varphi )=\psi (\varphi +2\pi )}

Como vamos a ver la condición de periodicidad no se da para cualquier valor del número cuántico n. Como estamos interesados solo en los estados estacionarios que cumplen la condición de periodicidad y, por tanto, representan adecuadamente las restricciones físicas del problema, debemos examinar qué valores de n satisfacen la condición de periodicidad. Así, tenemos:

{\displaystyle Ae^{in\varphi }+Be^{-in\varphi }=Ae^{in(\varphi +2\pi )}+Be^{-in(\varphi +2\pi )}\,}

{\displaystyle Ae^{in\varphi }+Be^{-in\varphi }=Ae^{in\varphi }e^{in2\pi }+Be^{-in\varphi }e^{-in2\pi }\,}

Que se satisface si se cumple simultáneamente

{\displaystyle e^{in2\pi }=e^{-in2\pi }=1\,}

Utilizando la fórmula de Euler obtenemos:

{\displaystyle \cos(2n\pi )+i\sin(2n\pi )=\cos(2n\pi )-i\sin(2n\pi )=1\,}

o lo que es lo mismo,

{\displaystyle \cos(2n\pi )=1\quad {\mbox{y}}\quad \sin(2n\pi )=0\,}

De la última ecuación concluimos que solo los valores enteros de n satisfacen la ecuación, es decir, que los posibles valores del número cuántico principal son n = 0, 1, 2, 3... y n = -1, -2, -3... Es interesante notar que como consecuencia de exigir la condición de periodicidad la energía del sistema está cuantizada:

{\displaystyle {\sqrt {\frac {2IE_{n}}{\hbar ^{2}}}}=n\Rightarrow E_{n}={\frac {\hbar ^{2}}{2I}}\ n^{2}}

### Degeneración
El número cuántico n puede tomar, en este caso, el valor 0, debido a que no se anula la función de onda en el espacio. Por otra parte para dos números cuánticos que sean iguales y opuestos, obtenemos la misma energía (al depender la energía de n al cuadrado). Se dice que ambos estados de energía definida están degenerados (es decir, existen varios estados con la misma energía).
Sin embargo, esos estados de misma energía no son del todo idénticos como veremos, puesto que sobre ellos podemos medir otras magnitudes físicas (observables) diferentes de la energía y podemos ver que arrojan valores diferentes, lo cual significa que existe un procedimiento físico para distinguir entre estados "degenerados" de la misma energía. Esto se puede comprobar introduciendo el momento angular.

### Momento angular
A continuación calcularemos el valor del momento angular de la partícula, es decir, aplicaremos el operador {\displaystyle {\hat {L}}_{z}} para ver si las soluciones obtenidas tienen un momento angular bien definido.
A partir de las expresiones clásicas podemos obtener el operador correspondiente:

{\displaystyle {\vec {L}}={\vec {r}}\times {\vec {p}}\qquad {\hat {L}}_{z}=x{\hat {P}}_{y}-y{\hat {P}}_{x}}

Construimos el correspondiente operador cuántico:

{\displaystyle {\hat {L}}_{z}={\frac {\hbar }{i}}\ (x{\frac {\partial }{\partial y}}-y{\frac {\partial }{\partial x}})={\frac {\hbar }{i}}{\frac {\partial }{\partial \varphi }}}

y comprobaremos si se cumple la ecuación de autovalores

{\displaystyle {\hat {L}}_{z}\psi =l_{z}\psi }

En efecto, podemos ver que la solución general no tiene un momento angular definido, ya que no es una función propia de {\displaystyle {\hat {L}}_{z}}

{\displaystyle {\hat {L}}_{z}\psi ={\frac {\hbar }{i}}{\frac {\partial }{\partial \varphi }}\ (Ae^{in\varphi }+Be^{-in\varphi })={\frac {\hbar }{i}}(inAe^{in\varphi }-inBe^{-in\varphi })=\hbar n(Ae^{in\varphi }-Be^{-in\varphi })\not =l_{z}\psi }

Sin embargo debido a que {\displaystyle {\hat {L}}_{z}} conmuta con {\displaystyle {\hat {H}}_{\varphi }}, podemos encontrar un conjunto de funciones propias común a ambos operadores. Así, las funciones {\displaystyle \psi _{1}} y {\displaystyle \psi _{2}} definidas anteriormente en la ecuación (2), si son funciones propias del momento angular. En efecto, si {\displaystyle B=0}

{\displaystyle {\hat {L}}_{z}\psi _{1}={\frac {\hbar }{i}}{\frac {\partial }{\partial \varphi }}Ae^{in\varphi }=\hbar nAe^{in\varphi }=\hbar n\psi _{1}}

se comprueba que existe un subconjunto de funciones propias común:

{\displaystyle \psi _{1}(\varphi )=Ae^{in\varphi }\quad /\ l_{z}=n\hbar }

Análogamente si {\displaystyle A=0} obtenemos

{\displaystyle \psi _{2}(\varphi )=Be^{-in\varphi }\quad /\ l_{z}=-n\hbar }

Con esta magnitud se pueden distinguir los dos estados degenerados en la energía debido a que tienen distinto valor de momento angular. Nótese que {\displaystyle \psi _{1}} representa una partícula moviéndose en el anillo en el sentido antihorario, mientras que {\displaystyle \psi _{2}} representa la partícula moviéndose en el sentido horario. Nótese también que el estado fundamental corresponde con {\displaystyle n=0} y representa una partícula con energía y momento angular nulo. Clásicamente corresponde con una partícula en reposo.

### Normalización de los estados propios de momento angular
Por último, para determinar el valor de {\displaystyle A_{n}} (o de {\displaystyle B_{n}}), utilizaremos la condición de normalización, consecuencia de la interpretación probabilística de la función de onda. Para ello tendremos en cuenta que la probabilidad de encontrar la partícula en el anillo es la unidad:

{\displaystyle \int _{0}^{2\pi }|\psi |^{2}d\varphi =1}

Como la densidad de probabilidad es constante en todo el anillo

(3){\displaystyle |\psi |^{2}=\psi ^{*}\psi =(A_{n}e^{in\varphi })^{*}A_{n}e^{in\varphi }=A_{n}^{*}e^{-in\varphi }Ae^{in\varphi }=|A_{n}|^{2}}

la constante de normalización {\displaystyle A} vale

{\displaystyle |A_{n}|^{2}\int _{0}^{2\pi }d\varphi =1\longrightarrow A_{n}={\frac {1}{\sqrt {2\pi }}}e^{i\beta }}

Con lo cual la función de onda normalizada es:

{\displaystyle \psi (\varphi )={\frac {1}{\sqrt {2\pi }}}e^{i(n\varphi +\beta )}}

Habitualmente se elige la constante de normalización real (es decir se elige su fase nula, {\displaystyle \beta =0}).
Así, según la ecuación (3), la densidad de probabilidad vale

{\displaystyle |\psi |^{2}=\psi ^{*}\psi =|A_{n}|^{2}={\frac {1}{2\pi }}}

resultado que concuerda con el caso clásico.

### Estados estacionarios generales del sistema
Puede comprobarse que cualquier otro estado estacionario del sistema tiene la forma:

{\displaystyle \psi (\varphi ,t)={\frac {1}{\sqrt {2\pi }}}\left(\cos \alpha \ e^{i(n\varphi +\beta )}+\sin \alpha \ e^{-i(n\varphi +\beta )}\right)e^{-iE_{n}t/\hbar }}

Este estado tiene la propiedad interesante de que a pesar de que tiene una energía bien definida, su momento angular Lz no está bien definido, sino que una medida de esa magnitud con una probabilidad p1 da el valor +nh/2π y con una probabilidad p2 da el valor -nh/2π, cumpliéndose además:

{\displaystyle p_{1}=|\cos \alpha |^{2}\qquad p_{2}=|\sin \alpha |^{2}}

## Aplicación a los hidrocarburos aromáticos
En química orgánica, los hidrocarburos aromáticos como el benceno y otros, contienen estructuras en forma de anillo formado por cinco o seis átomos de carbono. Los experimentos muestran que estos compuestos químicos son extraordinariamente estables, debido a que de acuerdo con la discusión anterior los electrones se comportan como si estuvieran girando en ambas direcciones y están altamente deslocalizados.
De acuerdo con el cálculo cuántico presentado anteriormente, rellenar todos los niveles de energía hasta el nivel n-ésimo requiere 2·(2n+1) electrones (donde el factor 2 inicial procede del hecho de que los electrones tienen dos posibles valores de espín). Esa es precisamente la Regla de Hückel que afirma que un exceso de 4n+2 electrones en un anillo de Kekulé produce un compuesto aromático excepcionalmente estable.
- Datos: Q472210